# 厚镇
厚镇是中华人民共和国陕西省西安市蓝田县下辖的一个镇。

## 行政区划
厚镇下辖以下村级行政区划单位：
南街村、关道村、北街村、宋寨村、水洼村、梁峰村、韩坪村、东嘴村、寇岭村、张岭村、边庄村、江流沟村、王嘴头村、北峪村、青峰村和高升村。